# Vil·la Gordiani

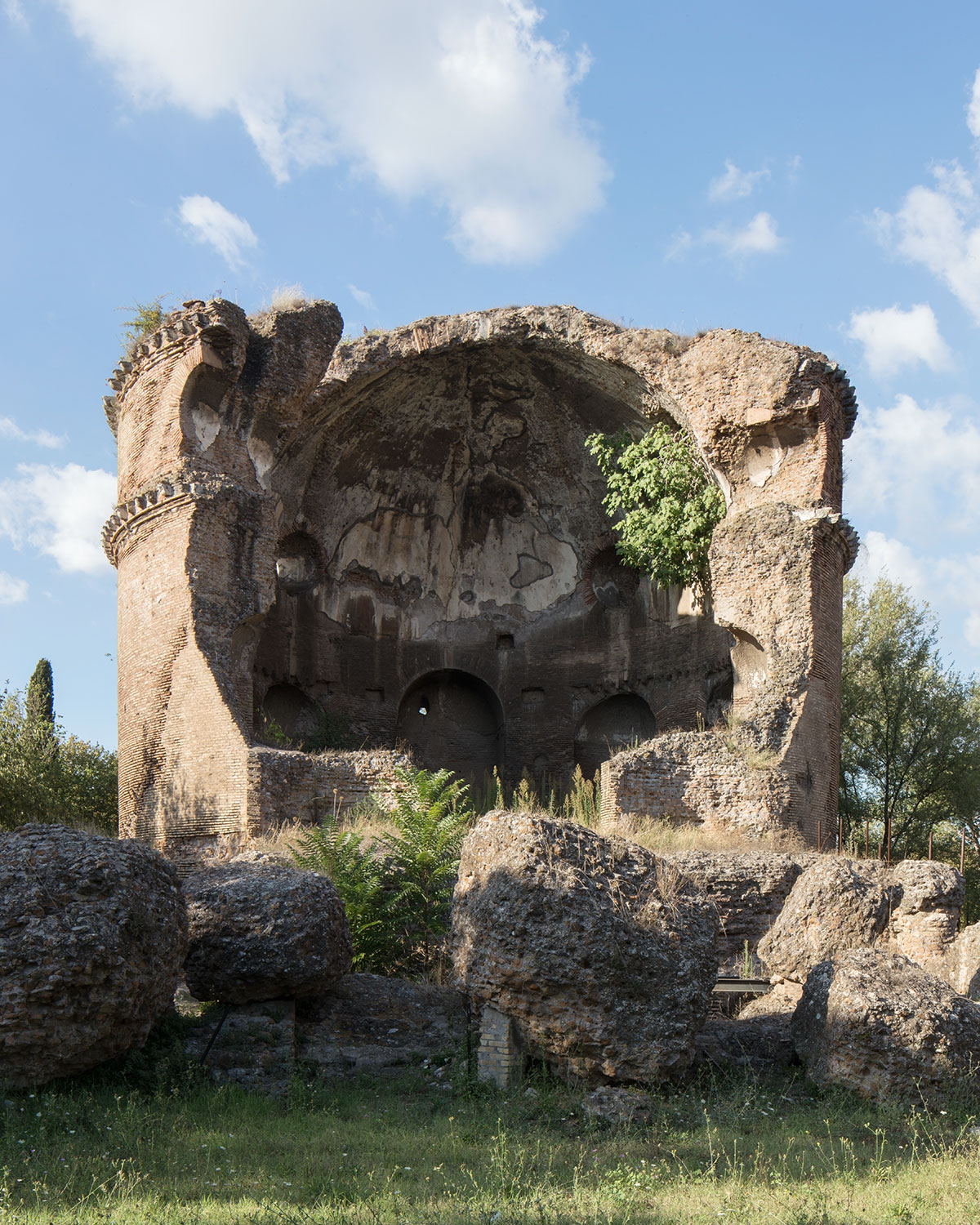
Vista del Mausoleu dels Gordians

Vil·la Gordiani és un parc arqueològic situat a prop de la Via Prenestina, al quartiere Collatino de Roma, famós per arrecerar les restes d'una vasta vil·la tradicionalment identificada com de la família imperial dels Gordians, una breu dinastia que governà l'Imperi romà al segle III amb els emperadors Gordià I, Gordià II i Gordià III.
Actualment Gordiani és també el nom del barri és la vil·la.

## Història
El conjunt és citat en fonts antigues. Segons la Història Augusta hi havia un pòrtic amb dues-centes columnes, cinquanta de les quals de marbre de Cària, cinquanta de pòrfir roig, cinquanta de marbre frigi i cinquanta de marbre numidi. Entre les altres estructures, com ara la basílica, les fonts relaten les termes com unes de les més belles de Roma i sense parió en tot l'imperi. Dins la vil·la es va construir, en la meitat del segle XIII, la Tor de' Schiavi, que es recolza en estructures més antigues. El 1422, la propietat va passar a la família Colonna.
El parc es va crear a partir del pla director del 1931 i el requalificaren en la dècada dels 1960 amb el nom de Parc archeològic de Villa Gordiani, dividit en dos sectors separats per la Via Prenestina.

## Conjunt arqueològic

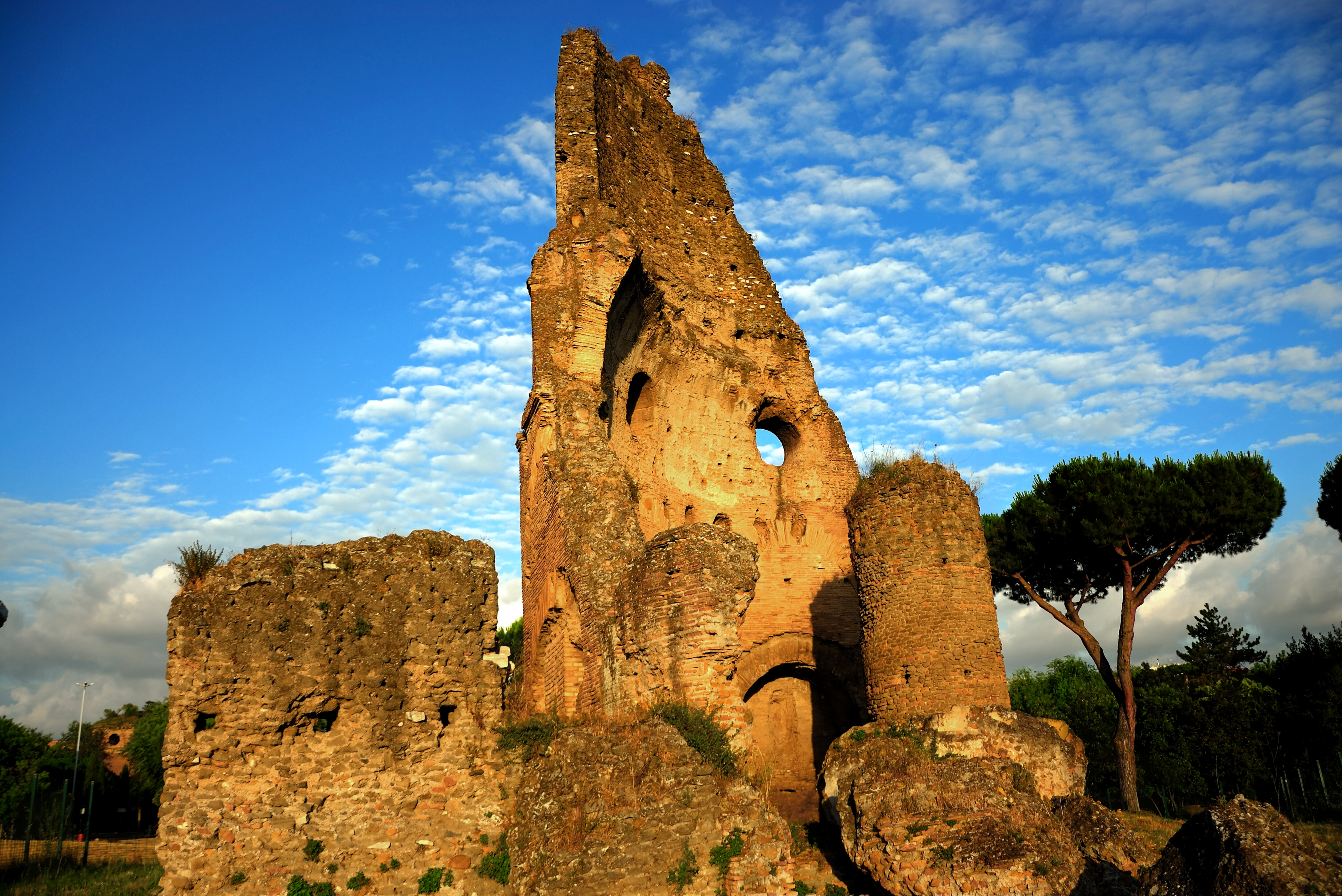
La Tor de' Schiavi

La zona s'ha identificat tradicionalment com a propietat de la família dels Gordians i, l'estructura instal·lada, en concret la vil·la, s'ha identificat com a villa imperial de la família. Segons la Història Augusta, hi havia tres basíliques centenariae, és a dir, amb uns 100 peus romans (29,6 metres).
La villa, encara hui quasi tota soterrada per raó de preservació, és el nucli més antic del Parc Arqueològic, segurament més antic que assentament de la família imperial. No fou pas possible, però, fins ara, explicar perquè la construcció ha patit reformes i extensions al llarg del temps; en part perquè un estudi sistemàtic i aprofundit de la vil·la no se n'ha fet mai.
D'èpoques successives, en la villa, datables entre els segles II i IV, són el columbari, les cisternes i el vestíbul. L'entrada monumental a la vil·la, per la Via Prenestina, és un saló octogonal, probablement del període de Dioclecià-Constantí I (fi del segle III i començament del segle IV), quan en el conjunt es feren obres per a afegir-hi més monuments. Probablement un nimfeu originàriament, l'estructura tenia obertures redones per a permetre la il·luminació de l'interior. La cisterna, del segle II, té dos pisos amb sostre voltat.
Del costat dret de la Via Prenestina, al xamfrà amb la Via Olevano Romano, hi ha un columbari datat d'entre el segle I abans de la nostra era i el segle I, descobert el 1958. 

### Tor de' Schiavi

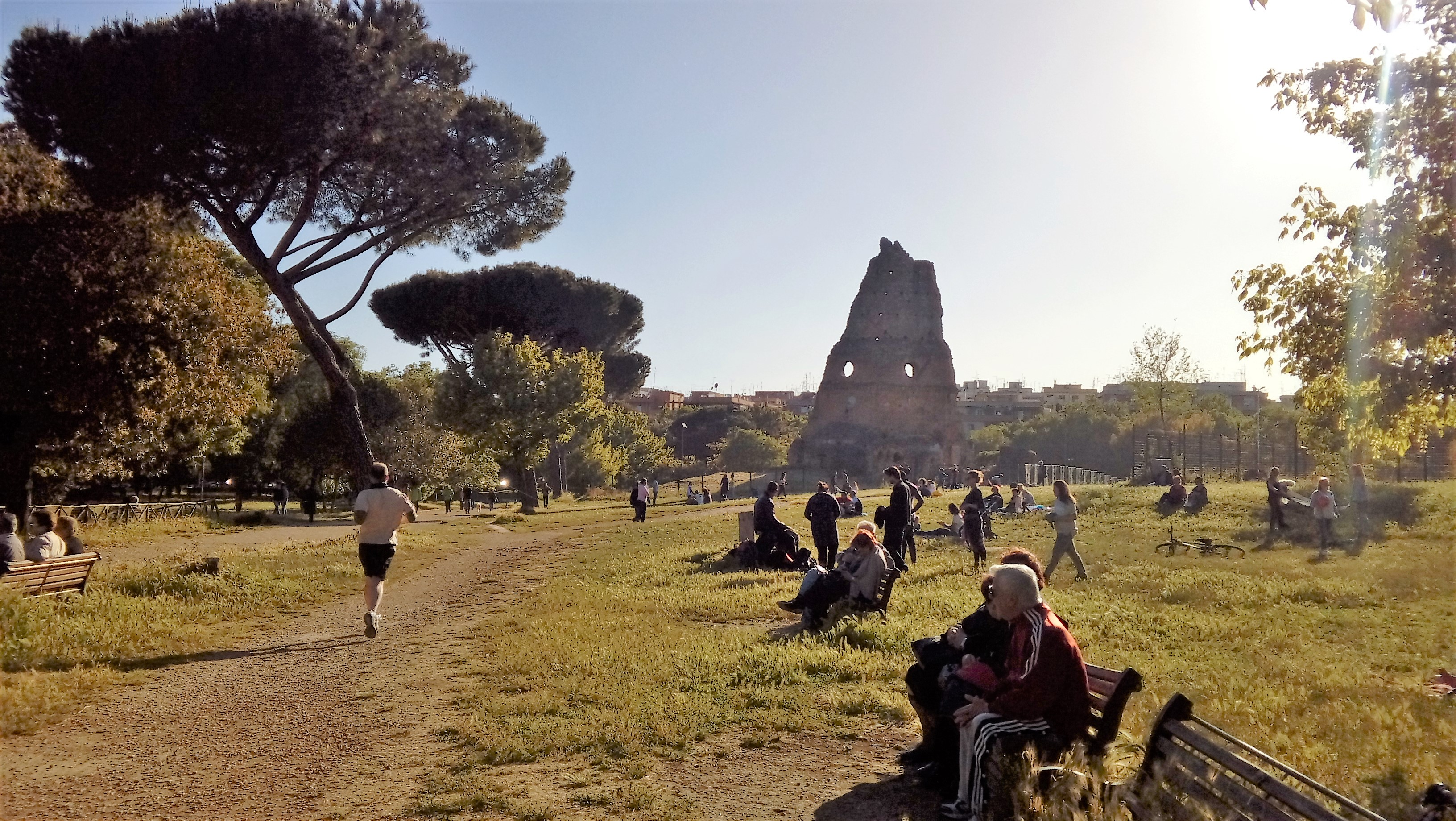
Vista del parc amb la Tor de' Schiavi al fons

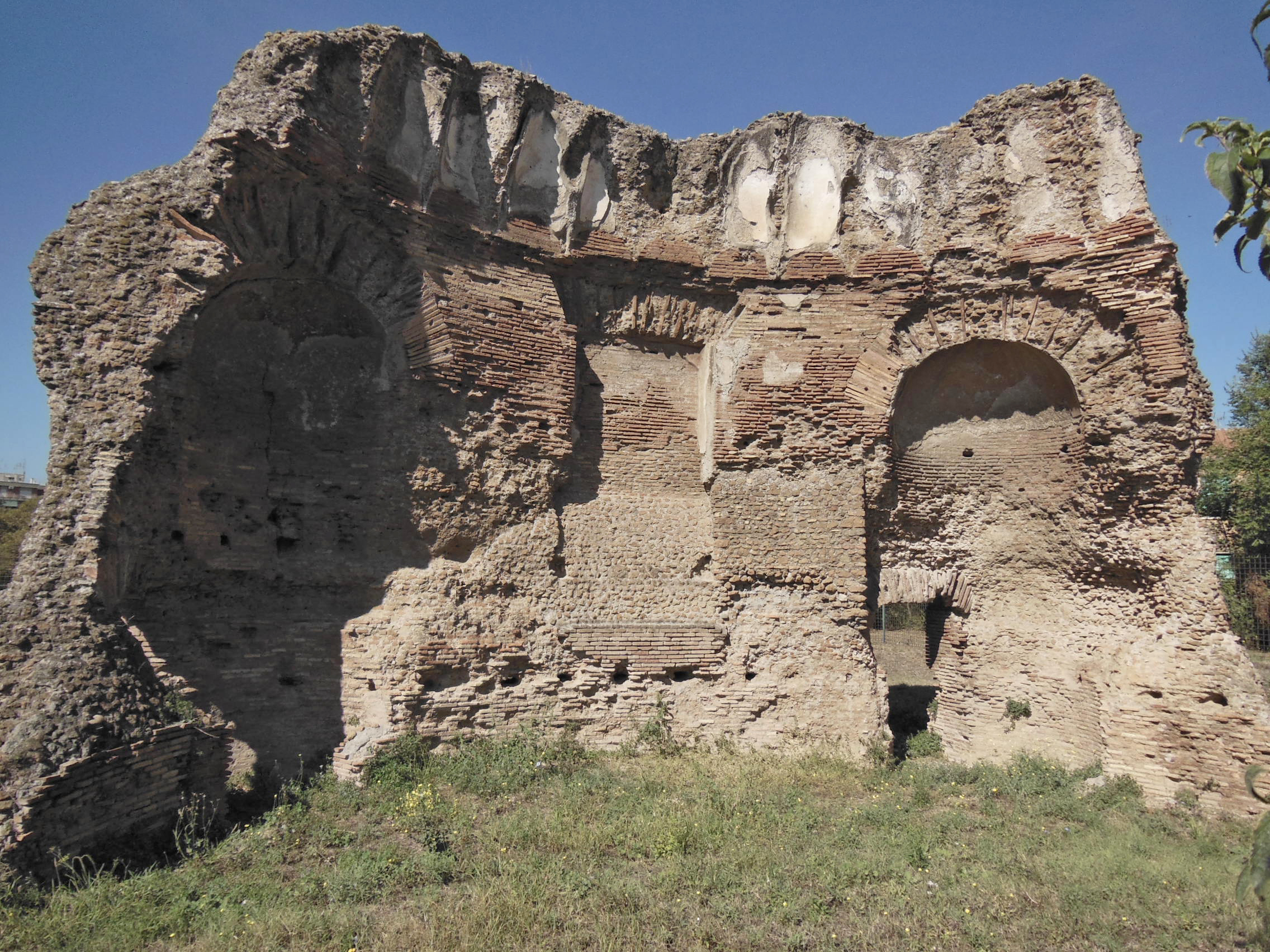
Aula Absidata

En el cas del saló octogonal antic, la cúpula, la rotonda i el pis superior en arc s'ompliren d'àmfores per a alleujar el pes. Al segle XIII, s'hi construí al damunt una torre recolzada en un gruixut pilar cilíndric i en què recolzava una escala que duia als nous pisos. Aquesta torre medieval defensiva fou transformada en torre d'observació fins que, el 1347, la va habitar la família Colonna, provinent de Palestrina, que anà a Roma a combatre Cola di Rienzo i hi acamparen en aquest lloc. El 1422, n'adquiriren la propietat definitivament.
El 1571, la torre va passar a la família de Vincenzo Rossi dello Schiavo, i per això es va anomenar Tor de' Schiavi.